# 頭脳改革
『頭脳改革』(Piece Of Mind)は、アイアン・メイデンの4枚目のスタジオアルバム。
ドラムがクライヴ・バーからニコ・マクブレインに変わっている。

## 収録曲
1. イーグルス・デア - Where Eagles Dare (Steve Harris)[6:10][1]
2. 悪魔の誘い - Revelations  (Bruce Dickinson) [6:48]
3. イカルスの飛翔 - Flight Of Icarus  (Adrian Smith, Dickinson)[3:51]
4. 邪悪な預言者 - Die With Your Boots On (Smith, Dickinson, Harris)  [5:28]
5. 明日なき戦い - The Trooper (Harris) [4:10]
6. 悪魔のメッセージ〜悪夢への招待 - Still Life (Dave Murray, Harris) [4:53]
7. クエスト・フォー・ファイア - Quest For Fire  (Harris) [3:41]
8. 鋼鉄の殺人鬼 - Sun And Steel (Dickinson, Smith)  [3:26]
9. 惑星征服 - To Tame A Land  (Harris) [7:25]

## 参加ミュージシャン
- スティーヴ・ハリス  Steve Harris - ベース、ヴォーカル
- ブルース・ディッキンソン  Bruce Dickinson - リード・ヴォーカル
- デイヴ・マーレイ  Dave Murray - ギター
- エイドリアン・スミス  Adrian Smith - ギター、ヴォーカル
- ニコ・マクブレイン  Nicko McBrain - ドラムス

## 注
1. ↑  映画「荒鷲の要塞」をモチーフにした楽曲